# 武汉民生银行大厦
武汉民生银行大厦（英語：Minsheng Bank Building），曾命名为武汉国际证券大厦，位於武漢市江岸區新华路396号，地下3层，地上68层，总建筑面积13万4千平方米，建成时是中西部第一高楼。截至2019年，该建筑仍是武汉正在使用的最高摩天大楼。
该建筑开建时原计划以汉柜为基础建成全国第三家证券交易中心，后因汉柜被迫关闭，转而准备将其改建为武汉市最大的证券交易营业部，后改为纯写字楼。
该建筑因设计变更次数太多花了12年才建成。原设计为40层的钢筋混凝土建筑，2001年开发商希望10层以上改为钢结构，加高到了68层。另外顶部高48米的景观塔施工难度很大，于是到2004年主体结构才封顶。封顶后，大厦原设计为五星级酒店的40层以上又改成写字楼，再次延长了近两年工期。直到2010年中国民生银行买下5层楼拿下冠名权后才开始装修。

## 楼层分布
| 樓層  | 設備/承租戶 |
| ----- | --- |
| 68    | 观光层 |
| 67    | 设备层 |
| 53    | 宜信普惠 |
| 52    | 新东方前途出国咨询有限公司                                                                                             |
| 49    | HGC投资管理有限公司 |
| 47    | 湖北消费金融公司 |
| 44    | 设备层 |
| 39    | 羽象（武汉）金融服务有限公司（3901室）                                                                                 |
| 38    | 广东新大禹环境科技股份有限公司（3815室）                                                                               |
| 36    | 湖北首丰投资集团 |
| 35    | 湖北省广东商会 |
| 33    | 武汉越秀地产开发有限公司                                                                                               |
| 32    | 武汉天华建筑设计研究院                                                                                                 |
| 31    | 安永华明 |
| 29    | 仲利国际融资租赁有限公司武汉分公司（2906-10室）                                                                        |
| 28    | 仲利国际租赁有限公司（2801室），乐投财富（北京）投资管理有限公司武汉分公司（2806室）， 百事公司武汉分公司（2808-11室） |
| 25    | 设备层 |
| 20    | 中国民生银行营业部 |
| 13    | 普信资产管理有限公司武汉分公司                                                                                         |
| 12    | NTT（1208室），六宝基金（1209-11室），新湖财富投资管理有限公司武汉分公司（1212室）                                     |
| 9     | 设备层 |
| 7     | 武汉弘帛物业管理有限公司                                                                                               |
| 6     | 美国驻武汉总领事馆 |
| B3-B1 | 地下停车场 |

## 图集

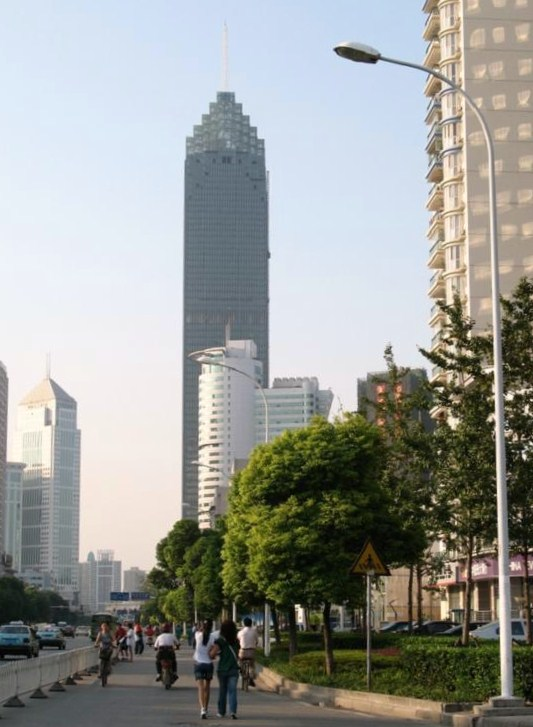
2007年9月的民生银行大厦
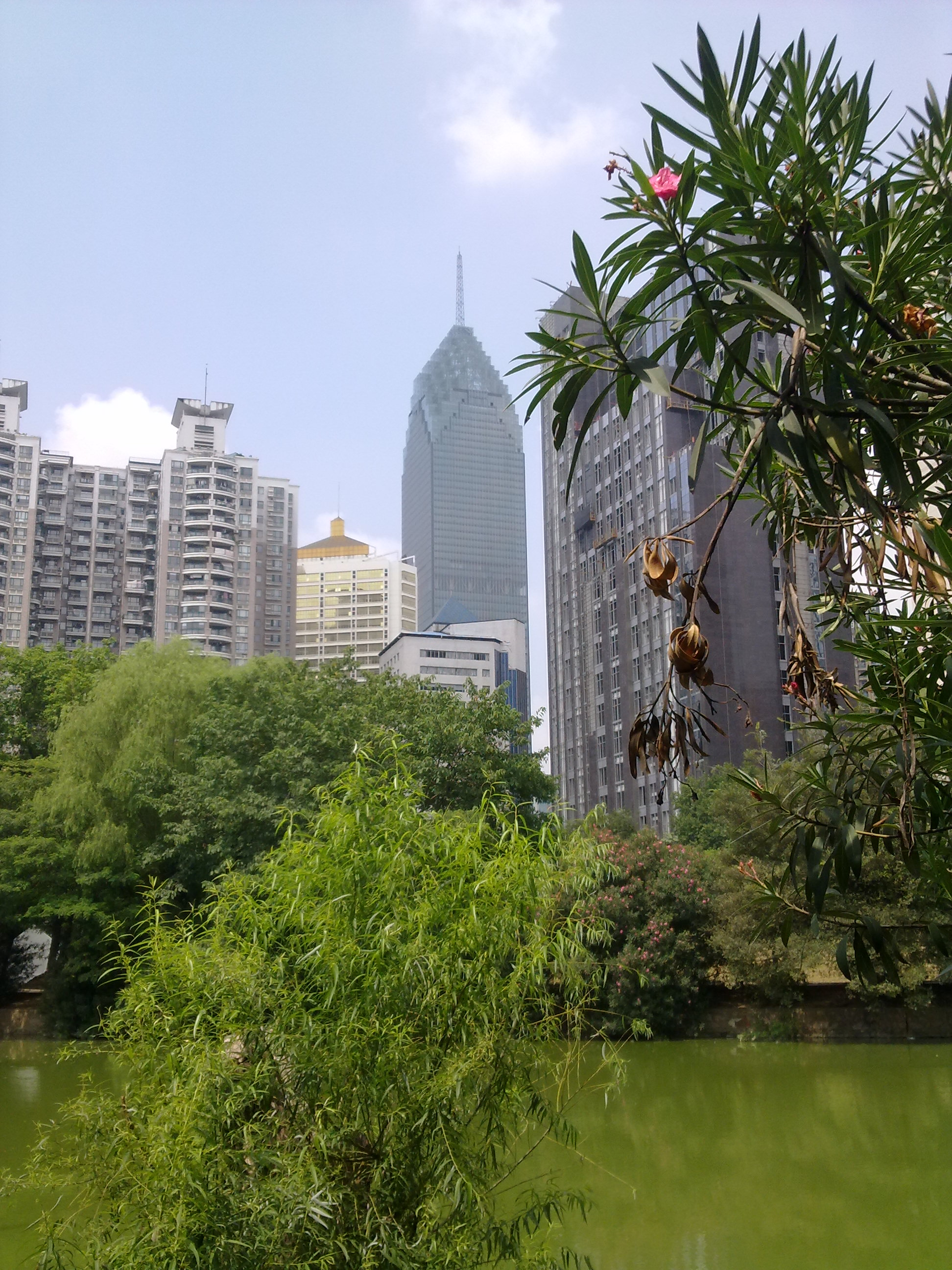
2011年的民生银行大厦，拍摄于中山公園
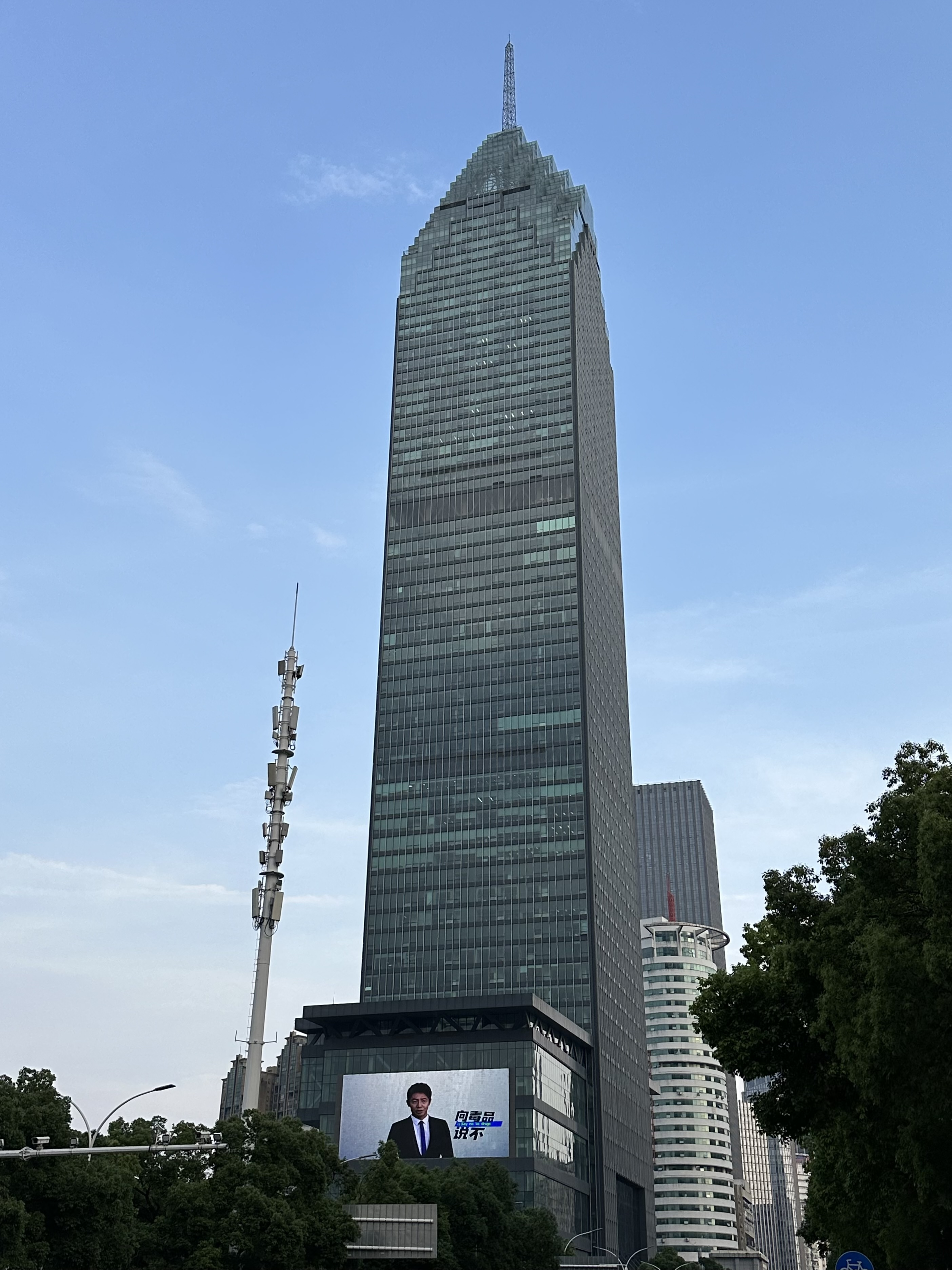
2024年的民生银行大厦，拍摄于建设大道与新华路路口
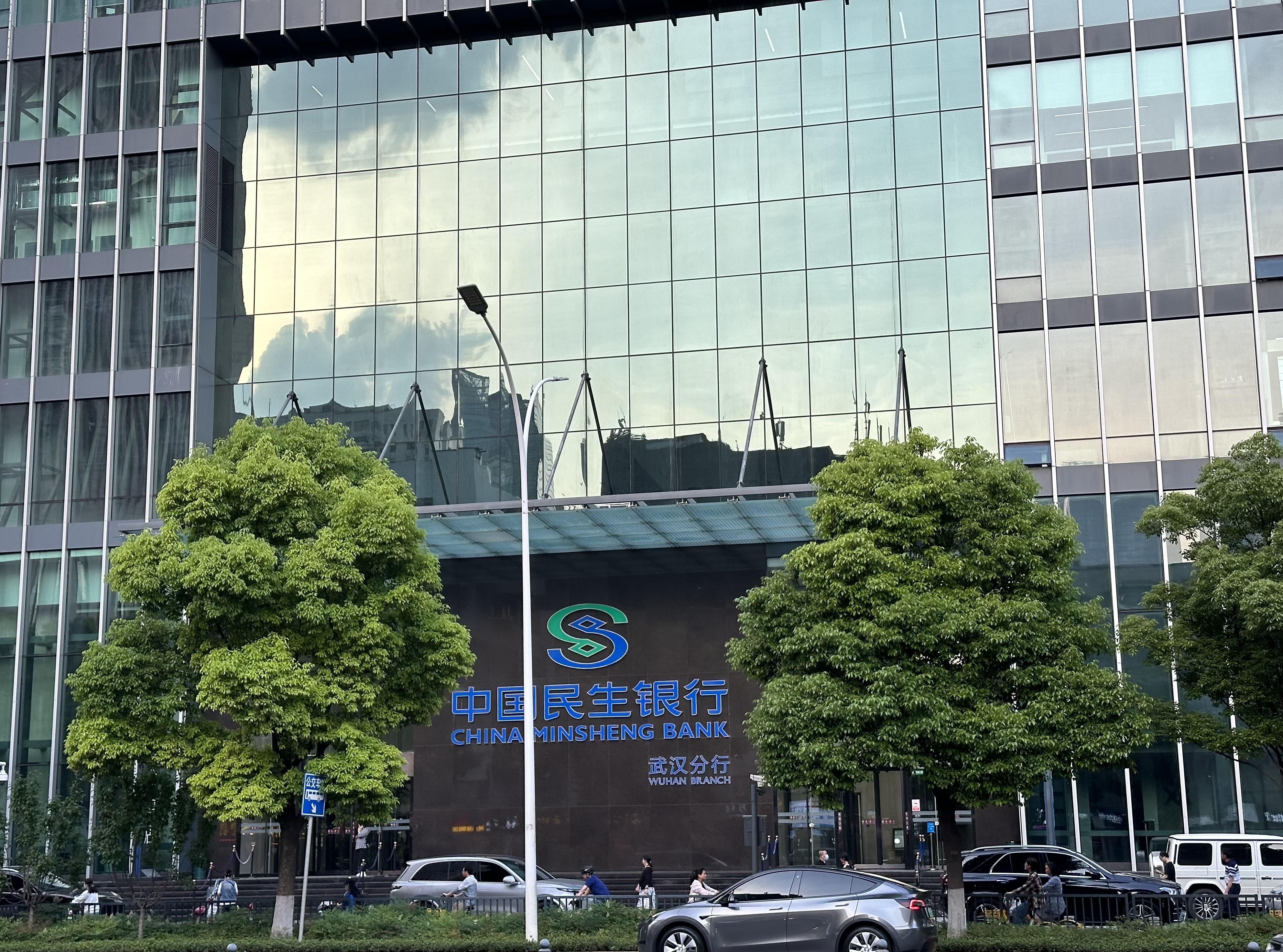
位于大厦西侧的写字楼入口
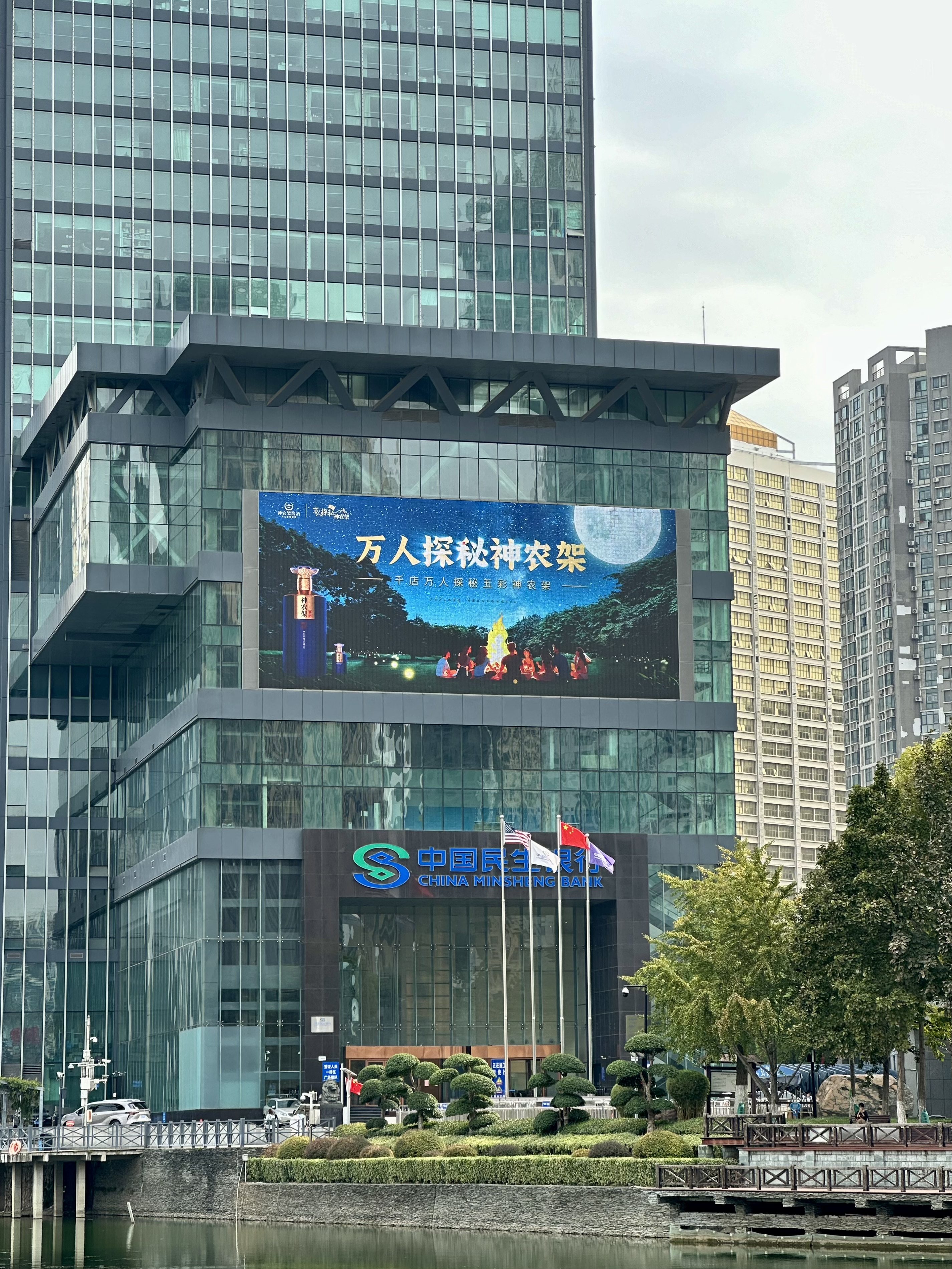
位于大厦北侧的武汉美领馆领事处入口
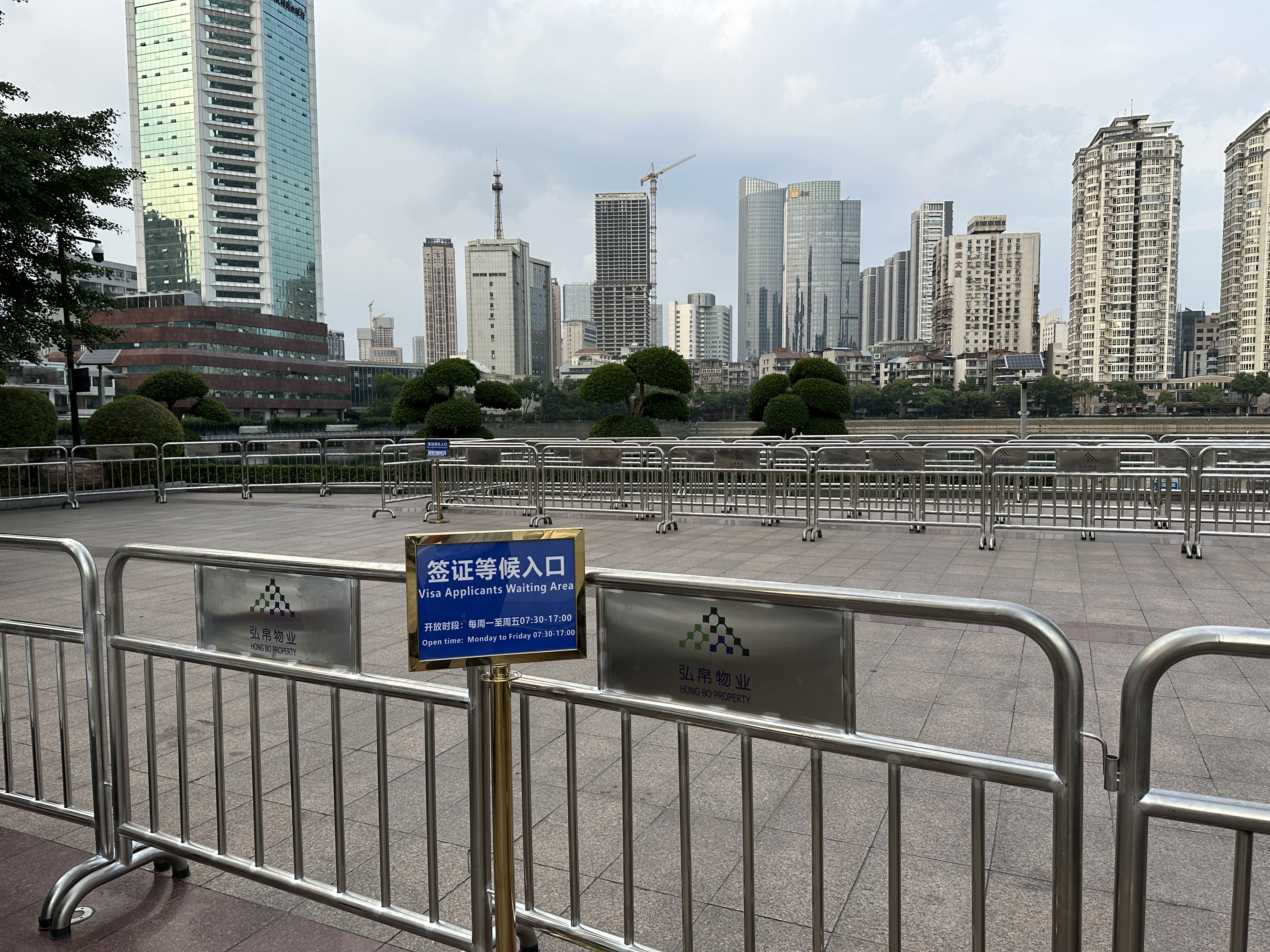
大厦北侧的美国签证申请人等候区

## 外部連結
- SkyscraperPage.com's entry （页面存档备份，存于）
- Emporis.com Archive.today的存檔，存档日期2013-04-25
- 新浪房产 （页面存档备份，存于）

30°35′39″N 114°16′24″E / 30.594188°N 114.273243°E